# ريمبوفال
ريمبوفال (بالفرنسية: Rimboval)‏ هي بلدية تقع في إقليم باد كاليه من منطقة نور با دو كاليه في شمال فرنسا. تبلغ مساحة هذه المدينة 7.07 (كم²)، وترتفع عن سطح البحر 100 م، يبلغ عدد سكانها 125 نسمة حسب إحصاء المعهد الوطني للإحصاء والدراسات الاقتصادية سنة 2009 م. وترأس Léonce Lafonte البلدية خلال فترة (2008-2014).